# 카트린 브레야
카트린 브레야(Catherine Breillat, 1948년 7월 13일 ~ )는 프랑스의 영화 감독, 영화 각본가, 소설가이다.

## 작품 목록
- 진실한 소녀 (1976)
- 36살의 작은 소녀 (1988)
- 로망스 (1999)
- 팻 걸 (2001)
- 짧은 횡단 (2001)
- 섹스 이즈 코메디 (2002)
- 지옥의 체험 (2004)
- 미스트리스 (2007)
- 푸른 수염 (2009)
- 잠자는 숲속의 미녀 (2010)
- 어뷰즈 오브 위크니스 (2013)
- 라스트 썸머 (2023)